# بییاگارسیا د کامپس
بییاگارسیا د کامپس (به اسپانیایی: Villagarcía de Campos) یک شهرستان در اسپانیا است که در استان وایادولید واقع شده‌است.